# Geldermalsen (plachetnice)
Geldermalsen byla plachetnice nizozemské Východoindické společnosti. Krátce po půlnoci na 4. ledna 1752 narazila na útes v souostroví Riau. Kromě čaje vezla i náklad zlatých prutů. Vrak byl nalezen v roce 1984.